# 겔로라 붕 토모 스타디움
겔로라 붕 토모 스타디움(인도네시아어: Stadion Gelora Bung Tomo, 영어: Gelora Bung Tomo Stadium)은 인도네시아 수라바야에 있는 45,000명을 수용할 수 있는 다목적 경기장이다. 인도네시아 리가 1 페르세바야 수라바야의 홈구장으로 사용하고 있다.

## 같이 보기
- 페르세바야 수라바야